# Ulica Lwowska w Chełmie
Ulica Lwowska – jedna z głównych i najruchliwszych ulic Chełma. Łączy Stare Miasto z południową częścią miasta.

## Przebieg
Ulica rozpoczyna swój bieg od skrzyżowania z ul. Lubelską, w rejonie placu dr. Edwarda Łuczkowskiego. Jej początkowy fragment  jest wyłączony z ruchu, stanowiąc tzw. deptak. Ulica krzyżuje się z ulicą Pocztową, a następnie, jako przedłużenie ulicy Partyzantów, przebiega przez skrzyżowanie z al. Armii Wojska Polskiego i al. Armii Krajowej obok Dworca Głównego PKS. Krzyżuje się z al. 3 Maja i al. 15 Sierpnia.  Ulica kończy swój bieg przy Urzędzie Gminy.

## Historia
Jedna z najstarszych ulic miasta, pierwotnie trakt prowadzący od staromiejskiego rynku w kierunku południowym, na Zamość i Lwów. Do czasów dwudziestolecia międzywojennego określana mianem ul. Pokrowskiej. Ówcześnie zabudowana parterowymi sklepami w okolicach targowiska miejskiego, dalej w kierunku południowym dominowały parterowe drewniane domy i wyróżniające się pośród nich obiekty cmentarza parafialnego, Fabryki Maszyn Rolniczych Dratta i rzeźni miejskiej. Wzdłuż ulicy biegł rów z wodą. Taki charakter ulica Lwowska zachowała do lat siedemdziesiątych XX w.

## Obecnie
Obecnie ulica ta stanowi jedną z głównych i najruchliwszych w mieście, zwłaszcza odcinek od skrzyżowania z al. Armii Krajowej i al. Armii Wojska Polskiego do skrzyżowania z Alejami 3 Maja i 15 Sierpnia (jako fragment drogi wojewódzkiej 843). Przy ulicy tej położone są: Chełmska Spółdzielnia Mieszkaniowa, sklepy Biedronka, Carrefour, Lidl, RTV Euro AGD oraz inne obiekty usługowe.
Przy Lwowskiej położony jest zabytkowy cmentarz prawosławno-katolicki.

## Transport i komunikacja
W 2010 roku (sierpień-wrzesień) odbył się remont ul. Lwowskiej na odcinku od ul. Partyzantów do ul. Orląt Lwowskich. Ulica została poszerzona do 2 pasów ruchu w kierunku Dworca Głównego PKS.  
W latach 2018-2019 trwał remont odcinka od skrzyżowania z ul. Wieniawskiego do ronda im. Wielkiej Orkiestry Świątecznej Pomocy przy ul. 15 sierpnia i Al. 3-go Maja. Prace obejmowały m.in. wyposażenia skrzyżowań z ulicami Droga Męczenników oraz Wieniawskiego w sygnalizację świetlną. 
Z kolei pod koniec 2020 roku odbył się remont 400 metrowego odcinka od ronda WOŚP do granicy miasta.  
Ulicą Lwowską kursują następujące linie autobusowe:
- 3 - łącząca osiedle Słoneczne ze Szpitalem Wojewódzkim przy ul. Szpitalna.
- 6 - linia okrążająca miasto. Zaczyna się i kończy pętlą na końcu ul. Jagiellońska. Wytyczona jako linia odwrotna do linii nr. 7 (obie linie kursują tą samą trasą ale w innych kierunkach).
- 7 - linia okrążająca miasto. Zaczyna się i kończy pętlą na końcu ul. Jagiellońska. Wytyczona jako linia odwrotna oraz do linii nr. 6 (obie linie kursują tą samą ( trasą ale w innych kierunkach).
- 11 - łącząca Zajezdnię CLA przy ulicy Okszowskiej z dworcem Chełm PKP. Powrót tą samą trasą.
- 12 - łącząca wieś Zawadówka (przystanek Piwna/Pętla) z osiedlem Słoneczne (i na odwrót) oraz z ulicą Metalowa (kilka razy dziennie)
- 13 - łącząca Zajezdnię CLA przy ulicy Okszowskiej z osiedlem Gwarek przez dworzec Chełm PKP (powrót lekko zmienioną trasą)

Na rogu ulic Lwowska i Al. Armii Krajowej znajdował się dworzec PKS. Obecnie obiekt zlikwidowany a jego teren ogrodzony związku z budową biurowca (prace budowlane przerwane). 